# Famille Jubert
Pour les articles homonymes, voir Jubert.
 (janvier 2023).
La famille Jubert est une famille éteinte de parlementaires normands.
La filiation remonte à Philippe Jubert, sommelier du roi, anobli en 1369.

## Histoire
La famille Jubert est originaire de Bizy ou encore Blaru, limitrophes de Vernon, dont témoigne, entre autres, Louis-Guillaume Jubert de Bouville.
La filiation est connue depuis Philippe Jubert, sommelier du roi, anobli en 1369. Ses descendants   occupent des charges au parlement de Normandie à Rouen et à la Cour des aides. L'un d'eux sera conseiller d’État et intendant.

## Généalogie simplifiée
- Philippe Jubert, né vers  1325 et anobli en 1369.
  - Pierre Jubert
    - Guillaume Jubert, seigneur de Villette, épouse en 1406 Isabeau de Garancières.
      - Guillaume Jubert ( -1450), seigneur de Perrey, épouse Catherine Le Brument.
        - Guillaume Jubert ( -1503), seigneur de Vesly et de Gamaches, écuyer, lieutenant général du bailli de Gisors. Il épouse en 1467 Catherine Daniel, dame de Boisdenemets.

## Membres notables de la famille
- Guillaume Jubert épouse Catherine Daniel de Boisdenemets.
  - Jeanne Jubert (1469-?) épouse en 1486 Guillaume II Le Roux († 1520), conseiller à l'Échiquier (1499) puis au Parlement de Normandie, seigneur de Becdal, Acquigny, Saint-Aubin-d'Ecrosville et Bourgtheroulde. Il sera l'auteur de l'hôtel de Bourgtheroulde à Rouen.
    - Claude Ier Le Roux (1494-1537), seigneur de Tilly (1515) et du Bourgtheroulde (1532), vicomte d'Elbeuf (1507-1520), conseiller au parlement de Normandie (1520).

  - Guillaume III Jubert (1471-1543), seigneur de Vesly et de Gueutteville, conseiller à l'Échiquier de Normandie puis au Parlement de Normandie jusqu'en 1540. Riche, son revenu annuel s'élève à 13 500 livres tournois et sa fortune à sa mort à environ 201 350 livres tournois. Il octroie un prêt de 1 200 livres tournois en 1529 à son neveu Claude Le Roux pour la construction du château de Tilly. Il épouse en 1527 Catherine de Blancbaston.
    - Guillaume Jubert ( -1600), dit « Guillaume de Bouville », seigneur de Harquency, conseiller à la Cour des Aides au Parlement de Rouen. Il portait « Ecartelé : au 1 et 4 d'azur à une croisette d'or, au 2 et 3 d'azur à 5 fers de pique d'argent 3 et 2 ».
      - Alonce Jubert de Bouville (1578-1640), chevalier, président de Cour au Parlement de Rouen, seigneur de Bouville, de Harquency, de Vinemerville, de Beuzevillette, de Saint-Martin aux Buneaux et de Bizy. Il épouse Françoise de Civille en 1614.
        - Jacques Jubert de Bouville (1616-1656), seigneur d'Harquency, de Bouville et de Saint-Martin-aux-Buneaux, conseiller au Parlement de Rouen en 1637 puis maître des requêtes en 1647. Il épouse Catherine Potier de Novion.
          - Michel André Jubert de Bouville (1645-1720), conseiller d'État ordinaire (nommé en 1709), avocat général à la Cour des aides de Paris (1664-1674) et maître des requêtes (1674-1676), intendant à Limoges, Moulins et Alençon (1676-1694) et à Orléans (1694-1709)[1]. Il épouse Nicole Françoise Desmarets en 1664.
            - Louis-Guillaume Jubert de Bouville (1677-1741), conseiller en la cour des Aides, puis maître des requêtes ordinaires. Il épouse en 1697 Gabrielle Martin d'Auzielle.
              - Nicolas Louis Jubert de Bouville (1700-1770), Comte de Bouville, chevalier, marquis patron honoraire et haut justicier de Clère-Panilleuse, seigneur et patron des paroisses de Port-Mort, de Saint-Nicolas de La Bucaille, de Sainte-Geneviève, de Pressagny-le-Val et d'Aube, seigneur spirituel et patron des paroisses d'Écos et du Bus, seigneur et patron honoraire des paroisses de Mézières, de Notre-Dame-de-l'Isle, de Brécourt, de Douains, de Saint-Vincent-des-Bois et seigneur des fiefs et seigneuries de Bouville, de Dordives, d'Ormeaux, de Marival et Montasson, du Mesnil-Hébert et autres lieux[2].
              - Louis Alphonse Jubert, vicomte de Bouville (1703-1775), officier de marine.
              - Bernard Jubert de Bouville, dit « l'abbé de Bouville » (1708-1788), docteur en théologie de la maison royale de Navarre, prélat commandeur ecclésiastique des ordres royaux et militaires de Notre-Dame-du-Mont-Carmel et de Saint-Lazare de Jérusalem[3].

  - Henri I Jubert (1488-1552), seigneur de La Grippière, lieutenant général de l'amirauté de Rouen, président de la Cour des Aides de Rouen (1543). Il est chargé en novembre 1549 avec Philibert Delorme et Louis Pétremol, président du Parlement de Normandie, de désarmer les galères rassemblées à Rouen. Il achète en 1522 l'ancien « hôtel du Paon » qu'il démolit pour construire l'hôtel Jubert de Brécourt à Rouen.
    - Henri II Jubert († 1614), seigneur de Brécourt. Il fait construire le château de Brécourt après être devenu gentilhomme ordinaire de la chambre du roi Henri III (1577). Sa construction jusqu'en 1580 semble avoir été fortement inspirée des recueils de Du Cerceau.